# Bergveckmossa
Bergveckmossa (Diplophyllum taxifolium) är en levermossart som först beskrevs av Göran Wahlenberg, och fick sitt nu gällande namn av Barthélemy Charles Joseph Dumortier. Bergveckmossa ingår i släktet veckmossor, och familjen Scapaniaceae. Arten är reproducerande i Sverige.